# كارلوفورتي
كارلوفورتي، (بالإنجليزية: Carloforte)‏، هي بلدة صيد ومنتجع، تقع على جزيرة سان بيترو، (جزيرة سانت بيتر)، على بعد حوالي 7 كيلومترات (4 أميال) قبالة الساحل الجنوبي الغربي لسردينيا، في مقاطعة جنوب سردينيا، إيطاليا.

## السكان
في سنة 1861 بلغ عدد السكان 3٬745 نسمة، وتطور العدد ليصل في سنة 2011 لـ 6٬301 نسمة.
يظهر هذا المخطط البياني تطور النمو السكاني لـ كارلوفورتي

## توأمة
لكارلوفورتي اتفاقيات توأمة مع كل من:
- Tabarca [الإنجليزية]‏
- كاموجلي
- مونتيكيو ماجيوري
- Pegli [الإنجليزية]‏
- لقنت